# Boppeus sericeus
Boppeus sericeus là một loài bọ cánh cứng trong họ Cerambycidae.